# Carl XII:s historia
Carl XII:s historia (franska: Histoire de Charles XII) är en bok från 1731 av den franske författaren Voltaire, om den svenske kungen Karl XII och stora nordiska kriget. Voltaire ger ett positivt porträtt av den svenske kungen och framställer honom som en motvikt till Peter den stores brutalitet och orättfärdiga krigande.

## Utgivning
Boken gavs ut i Frankrike 1731, men Voltaire fortsatte att revidera den ända fram till 1775, i takt med att han kom i kontakt med nya uppgifter och ögonvittnen från händelserna. Den gavs första gången ut på svenska 1785 i översättning av Carl Leonard Stålhammar, varefter flera nyöversättningar har följt. År 1996 släpptes en omfattande textkritisk utgåva i Frankrike, skriven av den svenske romanisten Gunnar von Proschwitz. Året därpå kom en svensk översättning av Proschwitz som dock har mindre omfattande kommentarer än den franska utgåvan.

## Mottagande
Thure Stenström skrev 1997 i Samlaren: "Sammanfattande kan sägas, att Voltaire var vida mer angelägen att berätta än att förklara. Det litterära syftet avslöjar sig också däri att han bemödade sig om en allvarlig, ren och angenäm stil och att han eftersträvade spänning och omväxling. Först och sist tycks det ha varit ett konstverk han ville åstadkomma – långt mer än historieskrivning i modern, exakt, mer teoretisk eller tillförlitlig mening." Stenström fortsatte: "Misstanken inställer sig, att det nog inte bara var ett konstverk i största allmänhet utan fastmer en äventyrshistoria som Voltaire önskade åstadkomma. ... I själva verket var det ju också detta som han lyckades med, överhövan och över all förväntan."

## Eftermäle
Boken var den första större avhandlingen om Karl XII:s liv. Den är ursprunget till flera anekdoter och detaljer som fick fäste i den svenska historieskrivningen, varav vissa saknar annan källa än Voltaire. Bland det mer välkända är att den svenska armén ställdes mot en tiofaldigt större rysk här vid Slaget vid Narva, det verkliga styrkeförhållandet var att den ryska armén troligen var fyra gånger större än den svenska. En annan välkänd detalj är det citat som kung Karl ska ha yttrat vid landstigningen vid Humlebæk, enligt Voltaire ska detta vara första gången Karl XII hörde kulor vina omkring sig, varför kungen ska ha yttrat: "detta skall hädanefter bliva min musik" (franska "ce sera la dorénavant ma musique").